# Wolfgang Haas (Schauspieler)
Wolfgang Haas (* 1968 in Bremen) ist ein deutscher Schauspieler und Synchronsprecher.

## Leben
Wolfgang Haas wurde in Bremen geboren und absolvierte seine Schauspielausbildung in den Jahren 1995 bis 1998 am Münchner Schauspielstudio. In dieser Zeit hatte er erste Rollen in den Fernsehserien Vater wider Willen und Marienhof. Es folgten Theaterengagements an unterschiedlichen Bühnen im süddeutschen Raum, darunter die Kleine Komödie am Max II, die Württembergische Landesbühne Esslingen, das Landestheater Schwaben und das Blutenburg-Theater, bei dem er seit 2007 in vielen wechselnden Rollen zu sehen war. Neben seiner Bühnentätigkeit hatte er wiederholt Rollen in deutschen Fernsehserien (z. B. Die Rosenheim-Cops, Hausmeister Krause – Ordnung muss sein) und Spielfilmen (z. B. Zimmer mit Tante, Club der einsamen Herzen), außerdem ist er als Synchronsprecher tätig (z. B. Green Book – Eine besondere Freundschaft, Polar).

## Filmografie
- 2001: Der Tanz mit dem Teufel
- 2005: Zwei am großen See
- 2010: Ich habe es dir nie erzählt
- 2010: Zimmer mit Tante
- 2012: 24 Milchkühe und kein Mann
- 2012: Das Leben ist ein Bauernhof
- 2014: Schluss! Aus! Amen!
- 2018: Irgendwas bleibt immer
- 2019: Club der einsamen Herzen
- 2019: Hochzeitsstrudel und Zwetschgenglück